# Dichromia isosoceles
Dichromia isosoceles là một loài bướm đêm trong họ Erebidae.